# Alyssum smolikanum
Alyssum smolikanum är en korsblommig växtart som beskrevs av Erasmus Iuliu Nyárády. Alyssum smolikanum ingår i släktet stenörter, och familjen korsblommiga växter. Inga underarter finns listade i Catalogue of Life.